# Dexter: New Blood
saison 8 de Dexter Dexter : Les Origines
Dexter: New Blood est une mini-série américaine développée par Showtime, suite dérivée de la série télévisée originale Dexter, diffusée entre le 7 novembre 2021 et le 9 janvier 2022 sur Showtime.
En Belgique, la série est diffusée depuis le 8 novembre 2021 sur BeTV, en France et en Suisse, depuis le 16 décembre 2021 sur Canal+ et au Québec, depuis le 23 août 2022 sur Z.
Cette mini-série de 10 épisodes sert de suite à la série initiale Dexter et se situe 10 ans après les événements de la saison 8.
Alors qu'une saison 2 avait un temps été annoncée, il s'agit cependant d'une autre mini-série intitulée Dexter: Resurrection, prenant la suite directe des évènements de New Blood.

## Synopsis
Dix ans après avoir simulé sa mort à Miami, Dexter Morgan a déménagé dans la ville d'Iron Lake dans l'État de New York où il s'est installé sous l'identité de Jim Lindsay. Il y travaille dans une boutique locale de chasse et pêche. Dexter entretient une relation amoureuse avec la chef de la police locale, Angela Bishop. S'il a réussi à réprimer ses envies de meurtres en série de justicier, il parle très régulièrement à sa sœur adoptive décédée, Debra. Un jour, Harrison, son fils issu de sa relation avec Rita Bennett, réussit à le retrouver et arrive à l'improviste à Iron Lake, avec des motifs mystérieux. Une série d'incidents va peu à peu faire revenir le « passager noir » de Dexter.

## Distribution

### Acteurs principaux
- Michael C. Hall (VF : Patrick Mancini) : Dexter « Dex » Morgan / Jim Lindsay
- Jack Alcott (en) (VF : Arthur Raynal) : Harrison Morgan
- Julia Jones (VF : Pascale Mompez) : Angela Bishop
- Johnny Sequoyah (VF : Valérie Bescht) : Audrey Bishop
- Alano Miller (VF : Eilias Changuel) : le sergent Logan
- Jennifer Carpenter (VF : Stéphanie Hédin) : Debra « Deb » Morgan
- Clancy Brown (VF : Thierry Walker) : Kurt Caldwell

Photos des acteurs principaux
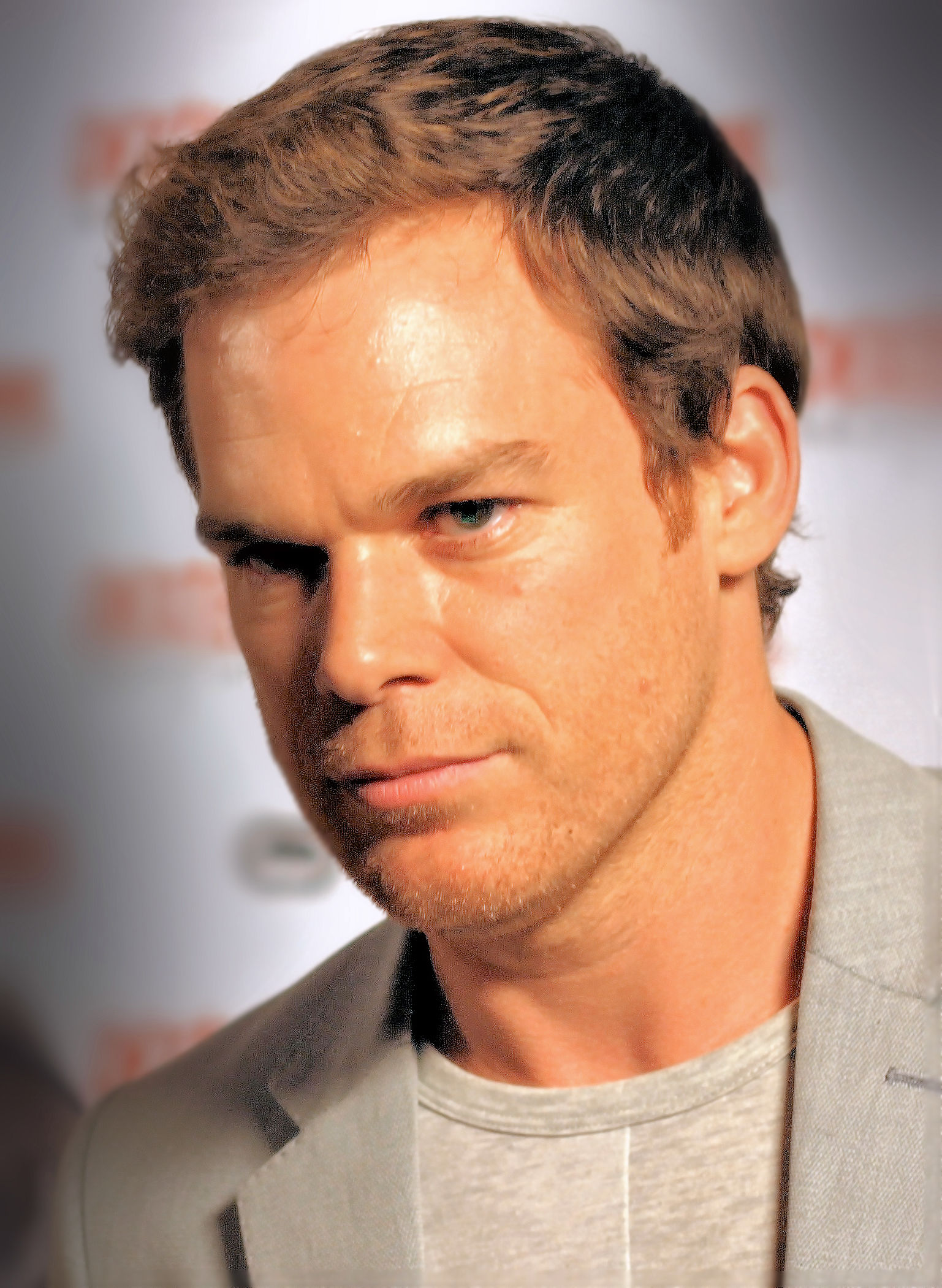
Michael C. Hall interprète Dexter Morgan
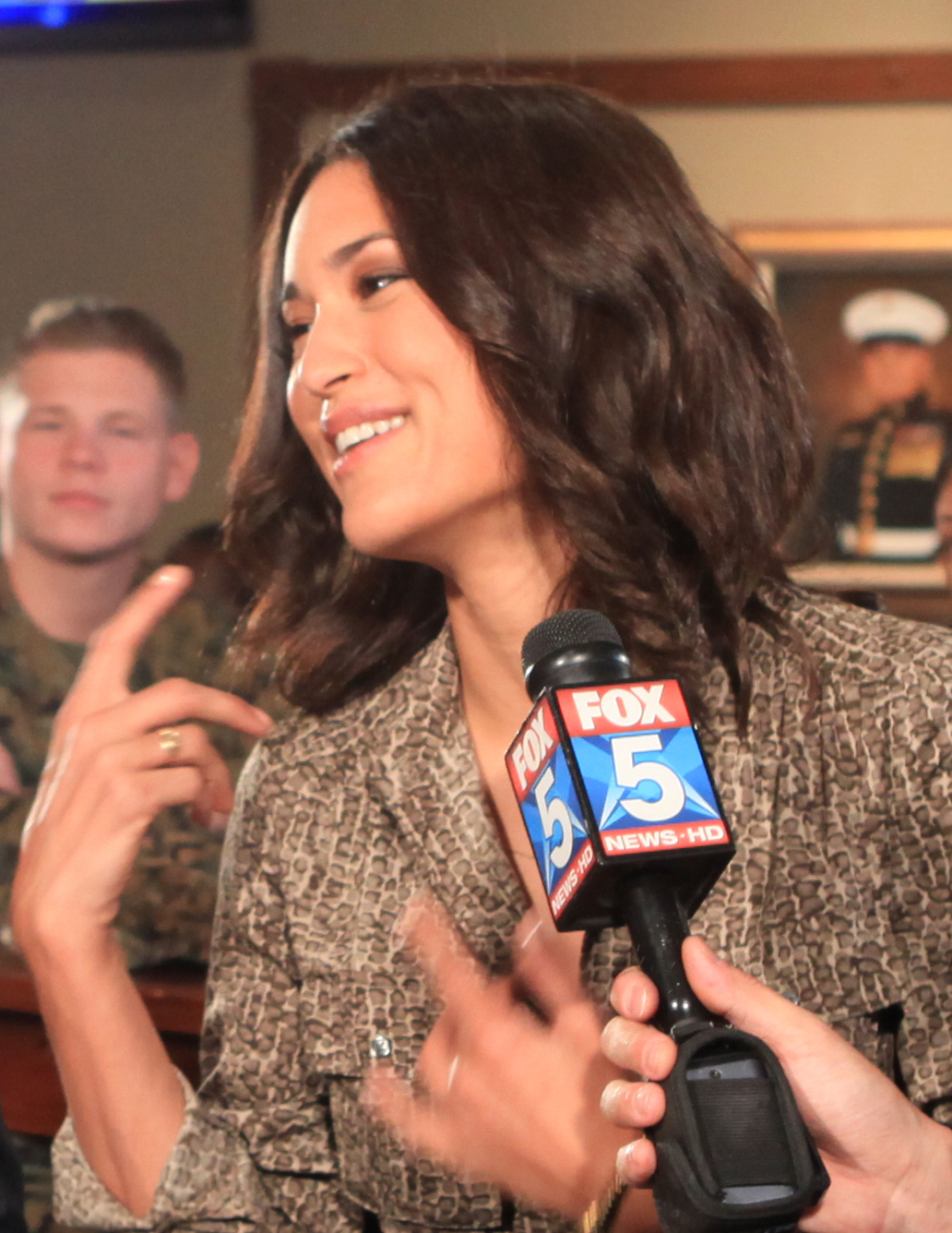
Julia Jones interprète Angela Bishop
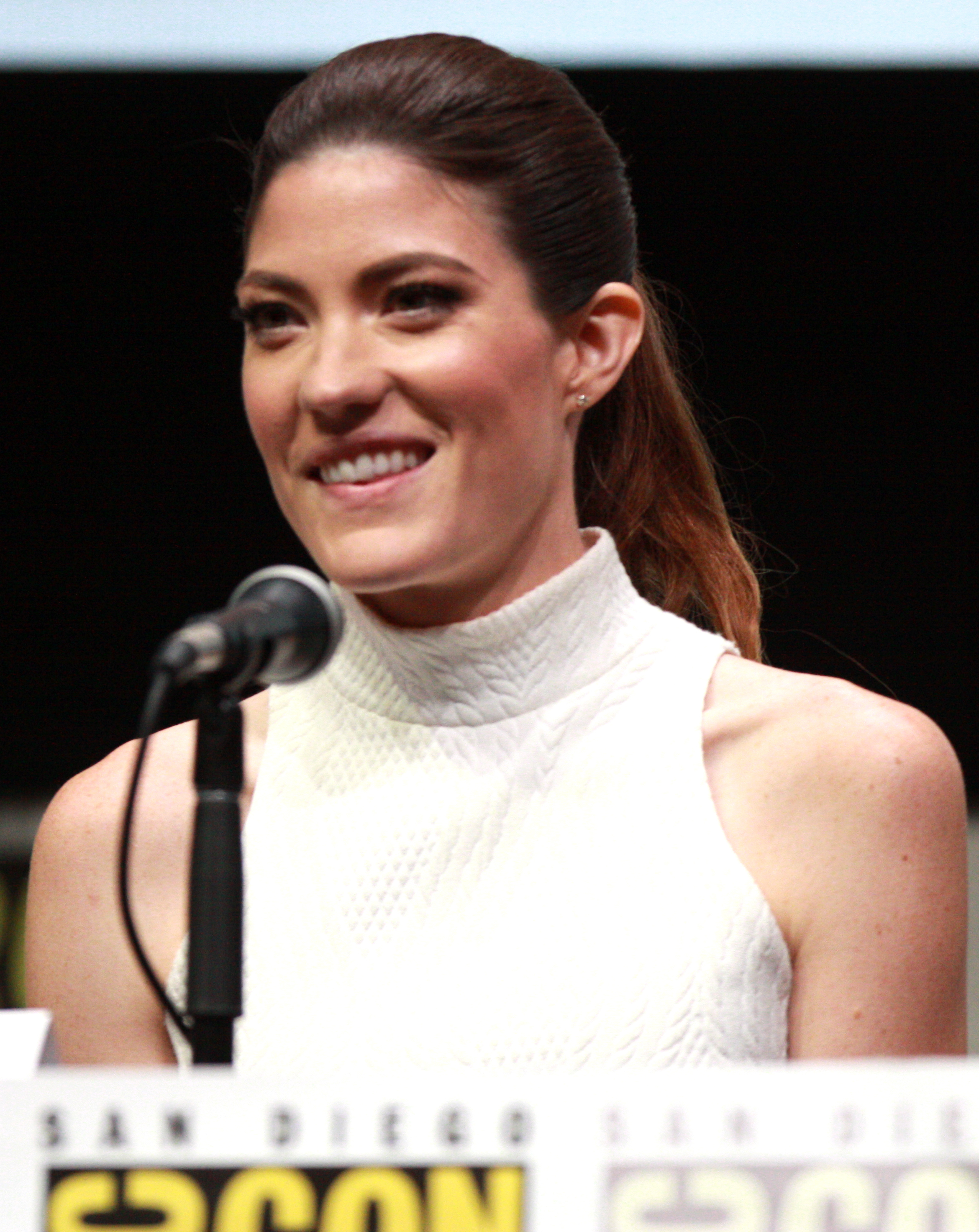
Jennifer Carpenter interprète Debra Morgan
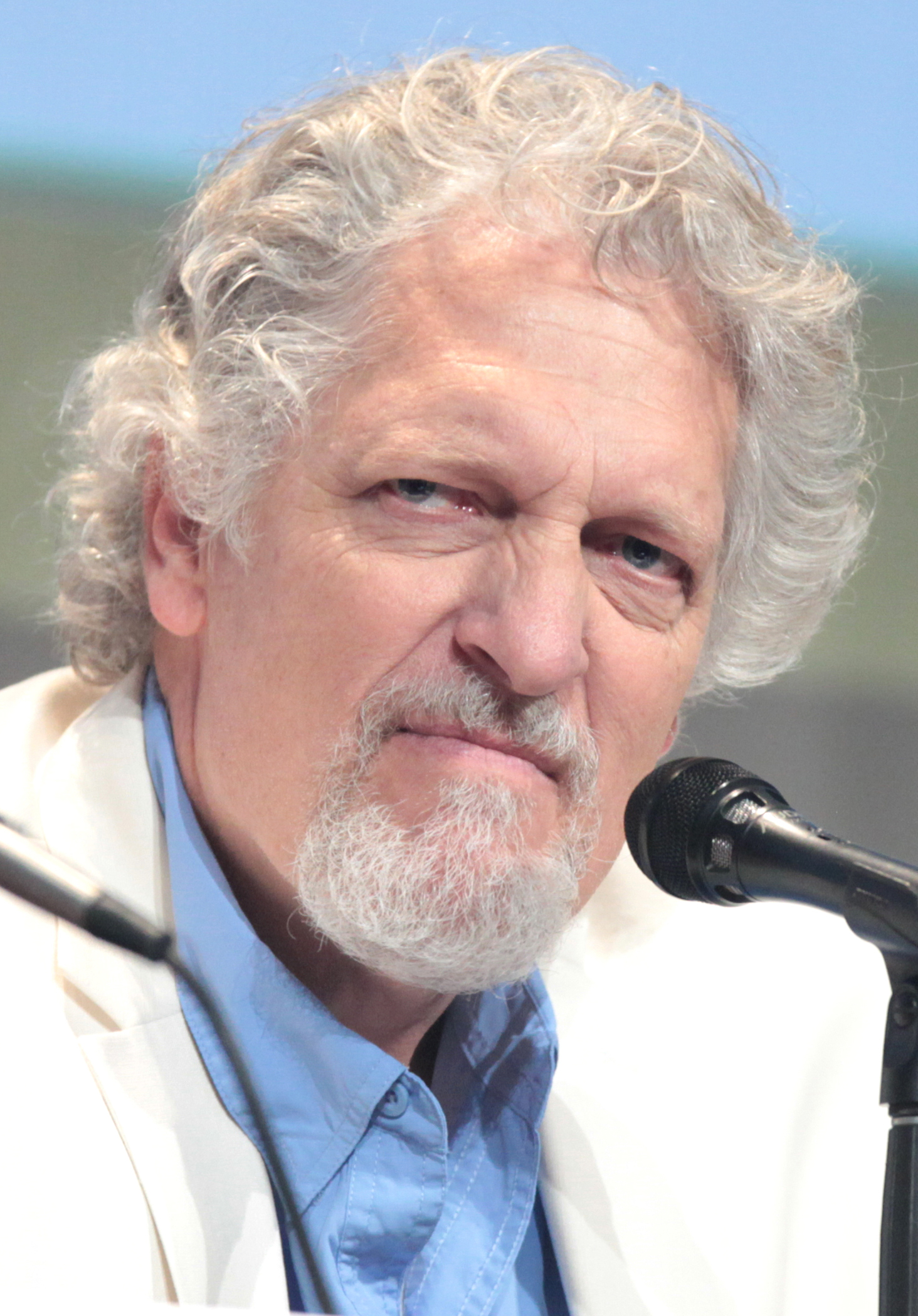
Clancy Brown interprète Kurt Caldwell

### Acteurs récurrents
- Jamie Chung (VF : Claire Baradat) : Molly Park
- Oscar Wahlberg : Zach
- Fredric Lehne (VF : Yann Guillemot) : Edward Olsen
- David Magidoff (VF : Nicolas Dangoise) : Teddy Reed
- Katy Sullivan : Esther
- Michael Cyril Creighton (VF : Jérôme Wiggins) : Fred Jr.
- Gizel Jiménez : Tess

### Caméos
- David Zayas (VF : Enrique Carballido) : le capitaine Angel Batista (épisodes 5 et 10)
- John Lithgow (VF : Jean-Jacques Moreau) : Arthur Mitchell / Trinité (épisode 7)

Version française[réf. nécessaire]
- Société de doublage : Libra Films
- Direction artistique : Catherine Le Lann
- Adaptation des dialogues : Lionel Deschoux

## Production

### Développement
La série est annoncée en octobre 2020. Le réalisateur Marcos Siega réalisera six épisodes.
Initialement prévue comme une mini-série autonome, en février 2023, la série est renouvelée pour une deuxième saison. Elle sera centrée sur Harrison, le fils de Dexter,.
Dans le même temps, une série préquelle intitulée, Dexter: Origins (plus tard rebaptisée Dexter: Original Sin), est également annoncée sans présentation d'épisode pilote au préalable. L'intrigue de cette série suivra les premières années de la vie de Dexter, notamment après l'obtention de son diplôme universitaire et sa première rencontre avec divers personnages de la série originale. Les membres de sa famille, également annoncés, seront les personnages principaux,.
En juillet 2024, il est finalement annoncé que la seconde saison de New Blood sera une mini-série intitulée Dexter: Resurrection.

### Attribution des rôles
Entre janvier et février 2021, Clancy Brown, Julia Jones, Alano Miller, Johnny Sequoyah et Jack Alcott, Michael Cyril Creighton (en), Jamie Chung et Oscar Wahlberg rejoignent la distribution.
En mars 2021, Katy Sullivan (en) décroche un rôle récurrent. En juin 2021, la production invite John Lithgow, puis Jennifer Carpenter le mois suivant.

## Épisodes
1. Vague de froid (Cold Snap)
2. Putain d’ouragan (Storm of Fuck)
3. Signaux de fumée (Smoke Signals)
4. H pour héros (H is for Hero)
5. Fugitif (Runaway)
6. Trop de sandwichs au thon (Too Many Tuna Sandwiches)
7. La Peau de ses dents (Skin of Her Teeth)
8. Le Grand jeu (Unfair Game)
9. Entreprise familiale (The Family Business)
10. Péchés du père (Sins of the Father)

### Épisode 1:Vague de froid
- États-Unis /  Canada : 7 novembre 2021 sur Showtime
- France : 16 décembre 2021 sur Canal+[17]

### Épisode 2:Putain d'ouragan
- États-Unis /  Canada : 14 novembre 2021 sur Showtime
- France : 16 décembre 2021 sur Canal+[17]

### Épisode 3:Signaux de fumée
- États-Unis /  Canada : 21 novembre 2021 sur Showtime
- France : 16 décembre 2021 sur Canal+[17]

Dexter doit déplacer le corps de Matt Caldwell après avoir appris que la cheffe Bishop a demandé des chiens pour retrouver la piste du disparu. Le tueur inconnu qui a enlevé la fille sans-abri l'abat après l'avoir laissée s'échapper. Harrison commence l'école et se lie d'amitié avec Ethan, victime de harcèlement, qu'il protège de ses intimidateurs en recourant à la force.

### Épisode 4: 'H' pour héros
- États-Unis /  Canada : 28 novembre 2021 sur Showtime
- France : 16 décembre 2021 sur Canal+[17]

Dexter se précipite à l'école après avoir appris qu'il y a eu un incident impliquant son fils. Harrison dit à Dexter et au shérif Angela que son copain Ethan l'a poignardé après qu'il a tenté de le dissuader d'ouvrir le feu dans l'école pour se venger de ses persécuteurs. Harrison aurait pris le couteau d'Ethan et tailladé sa jambe pour se défendre. Perplexe, Dexter déduit d'après les blessures et la scène du crime qu'Harrison a attaqué Ethan le premier.

### Épisode 5:Fugitif
- États-Unis /  Canada : 5 décembre 2021 sur Showtime
- France : 16 décembre 2021 sur Canal+[17]

- David Zayas : Angel Batista

Harrison, considéré comme un héros, se rend à une fête en son honneur où il consomme de la drogue et fait une overdose après avoir révélé, dans un état second, à sa petite amie Audrey (fille d'Angela) que son père vit sous un faux nom. Elle appelle au secours le policier Logan, qui le réanime de justesse. Très affecté, Dexter envisage de tuer le dealer qui a fourni la drogue, mais Logan arrive juste après que Dexter lui a injecté un tranquillisant, et il emmène le dealer au poste. Dexter découvre l'identité du fabricant de la drogue, qu'il envisage de tuer selon sa méthode habituelle, mais il doit improviser après encore avoir été interrompu par Logan ; Dexter oblige le  fabricant à sniffer de la poudre de Fentanyl pure, provoquant une overdose mortelle.

### Épisode 6:Trop de sandwichs au thon
- États-Unis /  Canada : 5 décembre 2021 sur Showtime
- France : 16 décembre 2021 sur Canal+[17],[18]

La relation d'Angela avec Dexter devient tendue comme elle a découvert qu'il lui ment depuis des années. Dexter poursuit Molly Park, qu'il soupçonne d'avoir révélé à Angela sa véritable identité. Il découvre que Kurt est un tueur en série alors que celui-ci est sur le point de séquestrer Molly dans sa chambre secrète.

### Épisode 7:La Peau de ses dents
- États-Unis /  Canada : 19 décembre 2021 sur Showtime
- France : 19 décembre 2021 sur Canal+[17]

Dexter découvre dans la bouche d'Iris un morceau de peau qu'elle a dû arracher à son agresseur. Angela fait procéder à une analyse de l'ADN. Harrison révèle de de plus en plus sa nature violente. Quant à Kurt, sur le qui-vive, il détruit sa chambre secrète. Il est cependant arrêté par Angela car l'ADN analysé correspond à celui d'un membre de sa famille.

### Épisode 8:Le Grand Jeu
- États-Unis /  Canada : 26 décembre 2021 sur Showtime
- France : 26 décembre 2021 sur Canal+[17]

Dexter, ligoté à l'arrière du pick-up de Kane, homme de main de Kurt, réussit à provoquer l'accident de la voiture et en est éjecté. Kane le blesse d'une balle à la jambe tandis qu'il fuit dans les bois. Il se dirige vers le camp d'été d'Iron Lake, où  il tue Kane.
Angela interroge le vendeur de drogues que Dexter avait attaqué. Celui-ci lui déclare que Dexter l'a piqué au cou avec une seringue et injecté un produit ; c'est seulement à l'arrivée de la police que Dexter s'est mis à le frapper. Elle enquête en parallèle sur la mort de Jasper, le dealer, et trouve une autre trace d'injection : elle réalise que Dexter est également impliqué dans sa mort.
Pendant ce temps, Harrison est recueilli par Kurt qui l'emmène dans son chalet secret. Après le dîner, Kurt revêt sa tenue de chasseur et déclare qu'il est temps pour Harrison de payer pour les "péchés de son père". Il lui ordonne de s'enfuir et alors qu'il s'apprête à l'abattre comme ses précédentes victimes féminines, Dexter arrive dans la voiture de Kane et le renverse. Kurt prend la fuite et disparaît.
Angela continue d'enquêter sur Miles et Jasper, qui ont reçu tous deux une injection de kétamine. Elle fait une recherche sur des homicides à Miami liés à la kétamine, qui lui permet de faire le rapprochement entre Dexter et le boucher de Bay Harbor. 

### Épisode 9:Entreprise familiale
- États-Unis /  Canada : 2 janvier 2022 sur Showtime
- France : 13 janvier 2022 sur Canal+[17]

Dexter explique le "Code" à Harrison et comment il l'a aidé à canaliser son "passager noir". Cela soulage Harrison, qui se rapproche davantage de son père.
Le jour de Noël, Dexter offre à Harrison un fusil à lunette. Il lui révèle que Kurt est un tueur en série. Ils partent dîner chez Angela et Audrey. Leur réunion est interrompue par la visite inopinée de Kurt. Dexter et son fils décident d'aller fouilller son chalet pour trouver des preuves de ses crimes.
Kurt incendie  en pleine nuit la maison de Dexter avec l'intention de l'en faire sortir avec son fils et de les abattre, mais Dexter et Harrison sont absents. Ayant aperçut un endroit où Kurt pourrait cacher les restes de ses victimes, Dexter y est revenu et trouve un bunker souterrain où il s'introduit avec Harrison. Il y découvrent avec horreur une galerie où Kurt garde ses victimes embaumées et ils y reconnaissent notamment Lily et Molly. Un système de sécurité alerte Kurt de leur présence. 

### Épisode 10:Péchés du père
- États-Unis /  Canada : 9 janvier 2022 sur Showtime
- France : 13 janvier 2022 sur Canal+[17]

## Clins d'œil
- Jim Lindsay, le nouveau nom que Dexter utilise pour sa nouvelle identité, est une référence à Jeff Lindsay, auteur des romans ayant inspiré la série télévisée.
- La musique du générique de fin est la même que celle utilisée pour la série originale.